# Distretto di Bulgan (Hovd)
Il distretto di Bulgan è uno dei diciassette distretti (sum) in cui è suddivisa la provincia di Hovd, in Mongolia. Conta una popolazione di 8.262 abitanti (censimento 2010). 